# Chay Genoway
Charles "Chay" Genoway, född 20 december 1986, är en kanadensisk professionell ishockeyspelare som spelar för Brynäs i SHL. Han har tidigare spelat på NHL–nivå för Minnesota Wild, på AHL–nivå Houston Aeros, Hershey Bears samt i KHL för Dinamo Riga och Spartak Moskva.
Han blev aldrig draftad av något lag.